# Louis Daguilhon-Lasselve
Louis Osmin Daguilhon-Lasselve est un homme politique français né le 11 août 1810 à Lavaur (Tarn) et décédé le 2 mars 1887 à Lavaur.

## Biographie
Maire de Lavaur en 1846, il est député du Tarn de 1846 à 1848, siégeant avec le Tiers-Parti. Il est de nouveau député de 1849 à 1851, siégeant à droite, mais sans se rallier à l'Empire, contre lequel il s'oppose dans les rangs orléanistes. Il est représentant du Tarn de 1871 à 1876, inscrit à la réunion Feray puis au centre droit. 

## Sources
- « Louis Daguilhon-Lasselve », dans Adolphe Robert et Gaston Cougny, Dictionnaire des parlementaires français, Edgar Bourloton, 1889-1891 [détail de l’édition]
- « Louis Daguilhon-Lasselve », dans le Dictionnaire des parlementaires français (1889-1940), sous la direction de Jean Jolly, PUF, 1960 [détail de l’édition]